# 佩琴加灣

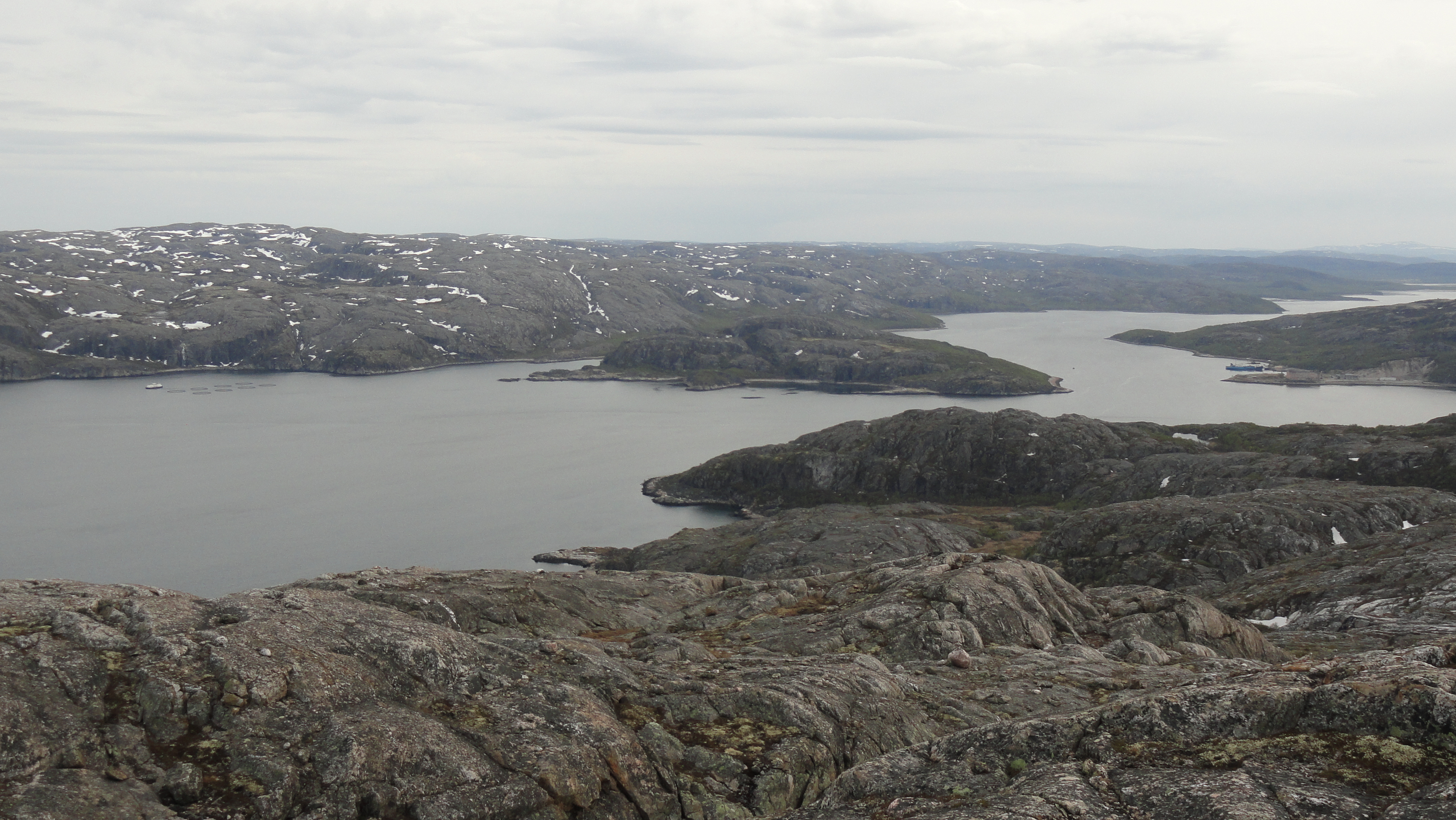

佩琴加灣（Печенгская губа）是俄羅斯的海灣，位於科拉半島附近的巴倫支海，由摩爾曼斯克州負責管轄，距離與挪威接壤邊境約25公里，長17公里、寬1至2公里，最大水深118米。
69°36′50″N 31°21′59″E / 69.6138888989°N 31.3663888989°E